# Relations entre la Géorgie et le Vanuatu
Les relations entre la Géorgie et le Vanuatu sont les liens bilatéraux entre la Géorgie, une république de Transcaucasie, et la République de Vanuatu, une nation de l'Océanie. Séparés par une grande distance géographique, ces deux États n'eurent aucun liens bilatéraux pour la plus grande partie de leur histoire, jusqu'en mai 2011, quand le gouvernement vanuatais de Sato Kilman reconnut l'indépendance de l'Abkhazie, une région séparatiste de la Géorgie soutenue par la Fédération russe, le second État océanien à prendre une telle mesure après le Nauru. Cette reconnaissance reste jusqu'à ce jour la question de nombreux débats et questions, le service diplomatique du Vanuatu étant alors divisé.
La confusion entre Port-Vila et Tbilissi cessa le 12 juillet 2013 quand les deux pays signèrent un protocole à New York pour établir des liens diplomatiques. Depuis, la Géorgie et le Vanuatu entretiennent des relations diplomatiques au niveau ministériel et les ministères des Affaires étrangères des deux pays ont signé en 2019 un mémorandum de coopération. Ralph Regenvanu devient le premier dignitaire vanuatais à payer une visite officielle en Géorgie en mars 2019. Pour la Géorgie, le Vanuatu fait partie de sa campagne diplomatique dans la région océanienne envisageant à faire contrepoids aux efforts russes de sécuriser la reconnaissance de l'Abkhazie et de l'Ossétie du Sud par les pays de cette région.

## Contexte
La République de Vanuatu est un pays composé d'un archipel de Mélanésie qui gagna son indépendance d'une administration conjointe franco-britannique en 1980. En tant que petit pays, les gouvernements successifs de Port-Vila furent largement neutres dans les affaires internationales, rejoignant le Mouvement des non-alignés durant la Guerre froide. Le Vanuatu a soutenu plusieurs mouvements nationalistes en Océanie, notamment le Front de libération nationale kanak et socialiste de Nouvelle-Calédonie et l'Organisation pour une Papouasie libre. Port-Vila établit des relations diplomatiques avec les États-Unis et l'Union soviétique en 1986 et l'arrivée de Maxime Carlot Korman à la tête du gouvernement en 1991 inaugura un réchauffement des relations avec la France. Le Vanuatu a longtemps poursuit sur la scène internationale un agenda soutenant le droit d'autodétermination, surtout auprès de l'Organisation des nations unies. Le premier ministre Serge Vohor reconnut la République de Chine (basée à Taïwan) comme gouvernement légitime de la Chine en 2004, ce qui mena à sa destitution.
Les relations entre le Vanuatu et la Russie devinrent pratiquement inexistantes après la chute de l'Union soviétique en 1991, mais les deux pays célébrèrent 200 ans de contacts en 2009 et la Russie s'engagea dans une nouvelle stratégie vers l'Océanie lors de sa campagne pour la reconnaissance de l'indépendance de l'Abkhazie et de l'Ossétie du Sud qui commença en 2008.
La Géorgie, pays du Sud-Caucase anciennement membre de l'URSS qui gagna son indépendance en 1991, est situé entre Europe et Asie, au sud de la Russie. Depuis la chute de l'URSS, elle doit faire face à des conflits séparatistes en Abkhazie et en Ossétie du Sud, deux régions dont les directions sécessionnistes sont soutenues par la Russie, ouvertement depuis la guerre russo-géorgienne de 2008. L'indépendance de ces deux régions, reconnues par Moscou en août 2008, est le sujet d'une course entre la Géorgie et la Russie sur la scène internationale, la Géorgie tentant de prévenir les efforts russes d'obtenir leur reconnaissance à travers le monde. En 2009, le Nauru reconnut l'indépendance de ces républiques, poussant la Géorgie à chercher plus de relations avec les pays océaniens, jusque là hors de la sphère d'intérêt de Géorgie.

## Vanuatu et Abkhazie

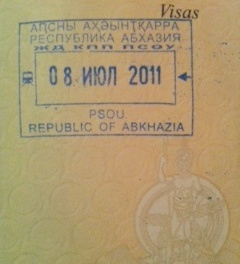
Visa abkhaze dans un passeport vanuatais.

Les premières relations entre la Géorgie et le Vanuatu dans le cadre multilatéral datent du 9 septembre 2009 quand le Vanuatu vota en faveur de la résolution A/RES/63/307 à l'Assemblée générale des Nations unies sur le « Statut des déplacés internes d'Abkhazie et de la région de Tskhinvali », une résolution présentée par la Géorgie chaque année depuis 2008. Trois mois plus tard, le Nauru devint le premier pays océanien (et quatrième dans le monde) à reconnaitre l'indépendance de l'Abkhazie et de l'Ossétie du Sud, poussant la Russie et la Géorgie à entrer en compétition pour étendre leur influence dans la région.
Le 23 mai 2011, Port-Vila reconnut l'indépendance de l'Abkhazie après la signature d'un accord établissant les relations bilatérales. Cela se serait déroulé, selon le ministre des Affaires étrangères du gouvernement séparatiste abkhaze Maxime Gvindjia, après des négociations de trois mois, négociations auxquelles s'oppose le ministre des Finances vanuatais Moana Carcasses Kalosil. La presse géorgienne allègue que la reconnaissance fait suite à une contribution financière du gouvernement russe de 23 millions de dollars, tandis que Joe Natuman, un ancien ministre des Affaires étrangères du Vanuatu en fonction lors de la période des négociations décrites par Gvindjia, affirme que Moscou paya 50 millions de dollars au Vanuatu en échange de la reconnaissance. La Russie applaudit ce geste diplomatique de Port-Vila, tandis que le président du Parlement géorgien Davit Bakradzé déclara que cette reconnaissance « ne change rien ». Selon un reportage du New York Times, le gouvernement de Port-Vila justifia alors la reconnaissance de l'Abkhazie comme une mesure pour « promouvoir le développement de relations amicales et l'exploration de projets économiques conjoints »
La reconnaissance vanuataise ne fut pas immédiatement publiée. Le 27 mai, les premiers ministres Sergueï Chamba (Abkhazie) et Sato Kilman (Vanuatu) signèrent une déclaration jointe annonçant l'établissement de relations bilatérales et le ministre abkhaze Maxime Gvindjia annonça finalement la reconnaissance le 31 mai lors d'une interview avec Russia Today.

La décision de Port-Vila ne fut toutefois pas immédiatement claire. Le 1er juin, juste un jour après l'annonce, Donald Kalpokas, ambassadeur du Vanuatu aux États-Unis et représentant permanent à l'ONU, nia la reconnaissance de l'Abkhazie par son gouvernement lors d'une interview avec la télévision géorgienne Roustavi 2 : 
« J'ai contacté deux fois le chef de notre département de politique étrangère pour demander au sujet de l'Abkhazie. Il m'a dit que le Vanuatu n'a pas pris de décision sur cette province de Géorgie. Nous reconnaissons la souveraineté et integrité territoriale de la Géorgie. Ceux qui disent différemment diffament notre pays. »
 Kalpokas réitèra ces commentaires le 4 juin, quand il déclara au New York Times que le Vanuatu n'a de relations qu'avec la Géorgie. Les agences de presse russes soulignèrent alors que Kalpokas était un diplomate opposé au gouvernement de Kilman. Le 6 juin, Tbilissi accusa le gouvernement séparatiste d'Abkhazie de mentir et affirma que le Vanuatu n'a pas reconnu l'indépendance de l'Abkhazie.

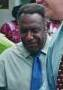
Donald Kalpokas, diplomate vanuatais opposé aux relations abkhazo-vanuataises.

Le 7 juin, le magazine russe Kommersant publia une copie de l'accord abkhazo-vanuatais sur l'établissement de relations bilatérales, tandis que John Shing, conseiller au premier ministre vanuatais Sato Kilman, confirme la reconnaissance de Port-Vila lors d'une interview avec Radio New Zealand, sans pour autant donner de détails sur les raisons. Sokhoumi affirme de même que les déclarations de l'ambassadeur Kalpokas sont liés à une pression américaine. La confusion s'aggrave quand le Vanuatu vote en faveur de la résolution géorgienne sur le statut des déplacés internes d'Abkhazie et d'Ossétie du Sud le 29 juin, cela malgré le fait que la reconnaissance soit inscrite sur le site Internet du gouvernement vanuatais. Le Vanuatu ne nommera jamais d'ambassadeur en Abkhazie, mais le gouvernement séparatiste de Sokhoumi délégua sa représentation diplomatique en Océanie à Juris Gulbis, un voyageur letton établi aux Fidji qui s'adressa au parlement du Vanuatu en 2011.
Les liens entre Port-Vila et Sokhoumi sont rares et le Vanuatu ne reconnut jamais l'Ossétie du Sud, pourtant traditionnellement reconnue aux côtés de l'Abkhazie par les partenaires de la Russie. En avril 2012, la Russie inclut toujours le Vanuatu comme un des pays ayant ouvert des liens diplomatiques avec l'Abkhazie, mais Juris Gulbis note l'instabilité et les « demandes constantes d'argent » du gouvernement vanuatais. Le 20 mars 2013, le gouvernement de Sato Kilman démissionna après avoir perdu sa majorité parlementaire, ouvrant la voie à un nouveau gouvernement sous la direction de Moana Carcasses Kalosil et Edward Natapei, nouveau ministre des Affaires étrangères, nia toute relation diplomatique entre Port-Vila et Sokhoumi, une déclaration qui fut décrite comme un signe positif par le gouvernement géorgien. Ce développement mena à de nombreux changements dans la diplomatie vanuataise, dont le limogeage de l'ambassadrice en Russie Thitam Goiset, accusée d'avoir détourné 15 % de toute l'aide humanitaire en provenance de Moscou.
Le 20 mai 2013, dans le cadre du Sommet pour l'eau de l'Asie-Pacifique, le président géorgien Mikheïl Saakachvili rencontra Carcasses Kalosil dans la ville thaï de Tchiang Mai, une rencontre assurée avec le soutien occidental. Durant cette rencontre, le premier ministre vanuatais promit de rétracter la reconnaissance de l'Abkhazie, ce que Saakachvili applaudit comme « la première défaite sérieuse diplomatique de la Russie ». En décembre 2021, cette rencontre devint l'un des thèmes du procès sur la corruption contre Saakachvili, accusé d'avoir détourné des fonds du budget confidentiel des organes de sécurité pour financer, entre autres, l'obtention de ces concessions. Le gouvernement séparatiste d'Abkhazie utilisa ce procès pour accuser la Géorgie d'avoir payer le gouvernement de Port-Vila en échange de la rétraction de sa reconnaissance.
Le 12 juillet 2013, la Géorgie et le Vanuatu signèrent au Siège des Nations unies un accord établissant leurs relations diplomatiques. Cet accord garantit la reconnaissance par le Vanuatu de l'intégrité territoriale de la Géorgie, mettant fin à la confusion sur l'Abkhazie. Sokhoumi n'accepta pas la rétraction de sa reconnaissance : à deux reprises en 2017,, le gouvernement séparatiste envoya des lettres au gouvernement du Vanuatu, tandis que le Vanuatu ne vota pas en faveur de la résolution géorgienne des Nations unies sur le statut des personnes déplacées internes en 2015. En 2019, lors de la visite du ministre Ralph Regenvanu en Géorgie, il visita la ligne administrative séparant la Géorgie propre de l'Ossétie du Sud, condamnant l'occupation russe.

## Relations bilatérales
Les relations bilatérales entre la Géorgie et le Vanuatu se développent progressivement depuis 2013, notamment dans le cadre de l'expansion de la diplomatie géorgienne dans la région océanienne. La première rencontre bilatérale suivant le retrait de la reconnaissance vanuataise de l'indépendance de l'Abkhazie se déroula le 24 septembre 2013 dans le cadre de l'Assemblée générale des Nations unies, quand la ministre géorgienne des Affaires étrangères Maïa Pandjikidzé rencontra son homologue Edward Natapei pour discuter l'établissement de la coopération bilatérale dans plusieurs secteurs. Pandjikidzé rencontra le premier ministre Moana Carcasses Kalosil en mars 2014 à Genève lors de la 25e session du Conseil des droits de l'homme des Nations unies. Lors du Cyclone Pam, qui ravagea le Pacifique en mars 2015, le gouvernement géorgien annonça vouloir contribuer aux efforts d'aide humanitaire internationaux pour le Vanuatu.
En mai 2017, lors de la visite du ministre adjoint de la Géorgie aux Affaires étrangères Davit Djalagania en Australie, celui-ci en profita pour rencontrer l'ambassadeur vanuatais accrédité à Canberra. Quelques mois plus tard, le nouveau ministre géorgien Mikheïl Djanelidzé rencontra son homologue Bruno Leingkone à New York pour parler de la coopération bilatérale dans l'éducation et le tourisme.
L'ambassadeur géorgien en Australie Guiorgui Dolidzé, accrédité au Vanuatu depuis 2014, entreprit une visite officielle au Vanuatu du 8 au 13 octobre 2018. Durant cette visite, il présenta sa lettre de créance au président Tallis Obed Moses et rencontra le premier ministre Charlot Salwai, le ministre des Affaires étrangères Ralph Regenvanu et le président du Parlement Esmon Saimon, ainsi que les diplomates accrédités à Port-Vila. Avec eux, Dolidzé discuta l'augmentation de la coopération multilatérale, la coopération interparlementaire et le partage de l’expérience géorgienne dans les réformes publiques et les services civils.
En septembre 2018, le ministre géorgien Davit Zalkaliani rencontra son homologue Regenvanu à New York, rencontre durant laquelle ce dernier fut invité à visiter la Géorgie. La visite de Regenvanu se déroula les 14-15 mars 2019, la première visite officielle d'un dignitaire vanuatais en Géorgie. Cette visite mena à la signature d'un accord sur la coopération entre les ministères des Affaires étrangères des deux pays, tandis que Regenvanu rencontre Zalkaliani, le président du Parlement géorgien Irakli Kobakhidzé et la présidente Salomé Zourabichvili. Tbilissi déclara alors que le Vanuatu était un « partenaire très important dans la région du Pacifique-Sud » et promit de partager d'aider le Vanuatu dans ses réformes gouvernementales. Zalkaliani et Regenvanu s'accordèrent même de coopérer dans l'éducation, la culture, l'économie, la santé, l'agriculture et le changement climatique,. Un dialogue politique actif fut également annoncé par les deux côtés pour « identifier les secteurs potentiels de coopération » entre agences gouvernementales. Dans le cadre de la coopération pour les réformes publiques, Regenvanu visita le Palais de la Justice, l'Agence pour le Développement des Services d'État, le Centre d'Opérations du Ministère des Affaires intérieures de Géorgie et le Centre de Coordination d'urgences 112.
Lors de cette visite officielle, Regenvanu visita de même la ligne administrative séparant la Géorgie propre de la république séparatiste d'Ossétie du Sud et réitéra le support du Vanuatu envers l'intégrité territoriale de la Géorgie.

## Coopération multilatérale
La Géorgie et le Vanuatu font partie de plusieurs organismes internationaux, dont l'ONU et ses organisations, INTERPOL, la Banque asiatique de développement, la Banque mondiale, le FMI, la Banque internationale pour la reconstruction et le développement, le Mouvement international de la Croix-Rouge et du Croissant-Rouge et l'Association internationale de développement. Les deux pays sont signataires de plusieurs traités multilatéraux, tels que le Traité sur la non-prolifération des armes nucléaires et plusieurs accords environnementaux. 
Dans le cadre de l'ONU, Tbilissi et Port-Vila ont une histoire de coopération depuis l'admission de la Géorgie dans l'organisation le 31 juillet 1992. Les deux pays entretiennent également des échanges dans le cadre de l'Union interparlementaire : le député géorgien Mamouka Mdinaradzé rencontra la délégation vanuataise à Genève en mars 2018. Tbilissi a également démontré vouloir coopérer avec le Vanuatu dans le cadre du Forum des îles du Pacifique. Augmenter la coopération multilatérale est une priorité des relations de la Géorgie avec le Vanuatu, qu'elle décrit comme un « pays très important du Sud-Pacifique ». En octobre 2018, le président vanuatais Tallis Obed Moses dit vouloir augmenter les liens entre les deux pays dans le cadre multilatéral.
Pour la Géorgie, une priorité est de convaincre le Vanuatu de voter en sa faveur sur une résolution présentée annuellement par la mission géorgienne sur le retour des personnes déplacées internes en Abkhazie et en Ossétie du Sud, une résolution qui est approuvée chaque année depuis 2008 par l'Assemblée générale des Nations unies. Le Vanuatu vote chaque année en faveur de la résolution depuis 2016 mais s'est abstenu à de nombreuses reprises auparavant, notamment lors de la reconnaissance vanuataise de l'Abkhazie (en 2011, le Vanuatu a néanmoins voté en faveur de la résolution, malgré le fait qu'il a reconnu l'Abkhazie quelques semaines auparavant).
| Référence    | Nom | Date             | Position du Vanuatu | Notes |
| ------------ | --- | ---------------- | ------------------- | --- |
| A/RES/46/241 | Admission de la République de Géorgie comme membre des Nations unies                                     | 31 juillet 1992  | Pour                | Vote orale, résultat unanime. |
| A/RES/62/249 | Statut des déplacés internes d'Abkhazie (Géorgie)                                                        | 15 mai 2008      | Abstention          | |
| A/RES/63/307 | Statut des déplacés internes d'Abkhazie (Géorgie) et de la région de Tskhinvali/Ossétie du Sud (Géorgie) | 9 septembre 2009 | Pour                | [ 29 ] |
| A/RES/64/296 | Statut des déplacés internes d'Abkhazie (Géorgie) et de la région de Tskhinvali/Ossétie du Sud (Géorgie) | 7 septembre 2010 | Abstention          | |
| A/RES/65/287 | Statut des déplacés internes d'Abkhazie (Géorgie) et de la région de Tskhinvali/Ossétie du Sud (Géorgie) | 29 juin 2011     | Pour                | Ce vote est controversé, se déroulant juste un mois après la reconnaissance de l'indépendance de l'Abkhazie par le Vanuatu. L'ambassadeur vanuatais aux Nations unies était alors Donald Kalpokas, en opposition au gouvernement de Port-Vila et soutenant l'intégrité territoriale de la Géorgie. |
| A/RES/66/283 | Statut des déplacés internes d'Abkhazie (Géorgie) et de la région de Tskhinvali/Ossétie du Sud (Géorgie) | 3 juillet 2012   | Abstention          | |
| A/RES/67/268 | Statut des déplacés internes d'Abkhazie (Géorgie) et de la région de Tskhinvali/Ossétie du Sud (Géorgie) | 13 juin 2013     | Abstention          | |
| A/RES/68/274 | Statut des déplacés internes d'Abkhazie (Géorgie) et de la région de Tskhinvali/Ossétie du Sud (Géorgie) | 5 juin 2014      | Pour                | |
| A/RES/69/286 | Statut des déplacés internes d'Abkhazie (Géorgie) et de la région de Tskhinvali/Ossétie du Sud (Géorgie) | 3 juin 2015      | Abstention          | |
| A/RES/70/265 | Statut des déplacés internes d'Abkhazie (Géorgie) et de la région de Tskhinvali/Ossétie du Sud (Géorgie) | 7 juin 2016      | Pour                | [ 30 ] |
| A/RES/71/290 | Statut des déplacés internes d'Abkhazie (Géorgie) et de la région de Tskhinvali/Ossétie du Sud (Géorgie) | 1er juin 2017    | Abstention          | |
| A/RES/72/280 | Statut des déplacés internes d'Abkhazie (Géorgie) et de la région de Tskhinvali/Ossétie du Sud (Géorgie) | 12 juin 2018     | Pour                | |
| A/RES/73/298 | Statut des déplacés internes d'Abkhazie (Géorgie) et de la région de Tskhinvali/Ossétie du Sud (Géorgie) | 4 juin 2019      | Pour                | |
| A/RES/74/300 | Statut des déplacés internes d'Abkhazie (Géorgie) et de la région de Tskhinvali/Ossétie du Sud (Géorgie) | 3 septembre 2020 | Pour                | |
| A/RES/75/285 | Statut des déplacés internes d'Abkhazie (Géorgie) et de la région de Tskhinvali/Ossétie du Sud (Géorgie) | 16 juin 2021     | Pour                | |

## Accords bilatéraux
| Accord | Date            | Lieu     | Signataire géorgien                                                                                   | Signataire vanuatais                                                  | Note   |
| --- | --------------- | -------- | --- | --------------------------------------------------------------------- | ------ |
| Protocole sur l'établissement des relations diplomatiques entre la Géorgie et la République de Vanuatu                                                          | 12 juillet 2013 | New York | Vakhtang Makharoblichvili (Chargé d'affaires à la mission permanente de la Géorgie aux Nations unies) | Donald Kalpokas (Représentant permanent du Vanuatu aux Nations unies) | [ 31 ] |
| Mémorandum d'entente sur la coopération entre le Ministère des Affaires étrangères de Géorgie et le Ministère des Affaires étrangères et du Commerce de Vanuatu | 14 mars 2019    | Tbilissi | Davit Zalkaliani (Ministre des Affaires étrangères)                                                   | Ralph Regenvanu (Ministre des Affaires étrangères et du Commerce)     |        |

Le 29 septembre 2014, le premier ministre géorgien Irakli Gharibachvili signa un décret entamant des négociations avec le gouvernement du Vanuatu au sujet d'un mémorandum sur la coopération technique. En 2016, son successeur Guiorgui Kvirikachvili lança des négociations sur l'exemption du régime de visa entre les deux pays. Ces accords bilatéraux ne sont pas encore signés.

## Représentations diplomatiques
La Géorgie est représentée au Vanuatu mai 2014 par son ambassade en Australie, qui est aussi accréditée aux îles Salomon, aux Fidji, à la Nouvelle Zélande et au Samoa. Toutefois, déjà en 2012, l'ambassade géorgienne à Canberra entretenait des liens avec Port-Vila. Les ambassadeurs de Géorgie au Vanuatu sont :
- 2014-2017 : Vladimer Konstantinidi ;
- depuis 2017 : Guiorgui Dolidzé.

Le Vanuatu n'a pas d'ambassade accréditée à la Géorgie.